# Zincate
En chimie, le terme zincate peut désigner plusieurs substances contenant l’élément zinc :
- généralement l’anion ZnO22−, plus proprement appelé tétrahydroxozincate ou ses sels, tels que le zincate de sodium (en) Na2Zn(OH)4.
- l’anion polymérique [Zn(OH)3−] et ses sels, par exemple NaZn(OH)3· H2O[1].
- un oxyde mixte contenant du zinc et un élément moins électronégatif, par exemple Na2ZnO2[2].

Dans l’industrie des suppléments de santé, le zincate peut également désigner un supplément de zinc disponible dans le commerce, généralement formulé sous forme de sulfate de zinc.
Les solutions préparées à partir de la dissolution d’hydroxyde de zinc ou d’oxyde de zinc dans un alcali fort comme l’hydroxyde de sodium, qui contient divers anions zincate, sont utilisées dans l’industrie du placage des métaux, dans des procédés tels que le zingage par immersion et la galvanoplastie (électrogalvanisation). N’importe laquelle de ces techniques peut être appelée procédé au zincate.

## Nomenclature des composés inorganiques
Dans la nomenclature des composés inorganiques, « -zincate » est un suffixe qui indique qu’un anion polyatomique contient un atome de zinc central. C’est le cas, par exemple, du tétrachlorozincate, ZnCl42−, du tétrahydroxozincate, Zn(OH)42− et du tétranitratozincate, Zn(NO3)42−. Des recommandations plus récentes (2005), qui sont peu utilisées, appelleraient les deux premiers ions tétrachloridozincate(2−) et tétrahydroxydozincate(2−) respectivement.